# Ja'ir Caban
Ja'ir Caban (hebrejsky: יאיר צבן, narozen 23. srpna 1930) je izraelský politik, akademik a sociální aktivista.

## Biografie
Narodil se v Jeruzalémě ještě za dob britské mandátní Palestiny a během izraelské války za nezávislost bojoval v řadách elitních úderných jednotek Palmach. Byl jedním ze zakladatelů kibucu Cor'a u Jeruzaléma.
V 50. letech se přestěhoval do Tel Avivu a začal studovat v učitelském semináři ha-Kibucim a následně pracovat jako učitel v chudších telavivských čtvrtích. Téměř 20 let studoval obecnou a židovskou filosofii na Telavivské univerzitě.
Po více než 45 let byl politicky činným. V letech 1965 až 1973 byl členem politického vedení původní komunistické strany Maki a v letech 1972 až 1973 pak byl jejím předsedou. V roce 1977 byl jedním ze zakladatelů Levicového tábora Izraele (Machane smol le-Jisra'el), který kandidoval jak ve volbách do Knesetu, tak ve volbách do odborového svazu Histadrut. V roce 1981 byl zvolen poslancem Knesetu, kde šestnáct let zastupoval strany Ma'arach, Mapam a Merec. V roce 1992 jej premiér Jicchak Rabin jmenoval ministrem absorpce imigrantů a paralelně byl až do roku 1996 členem bezpečnostního kabinetu. Jako ministr absorpce imigrantů usiloval o navázání plné spolupráce s Židovskou agenturou. V letech 1996 až 2002 působil jako předseda akademické rady Lavonova institutu pro výzkum dělnického hnutí a přednášel na Telavivské univerzitě.
Od roku 1996 působil jako předseda správní rady jeruzalémské akademické instituce Meitar - The College of Judaism as Culture. V roce 2000 inicioval vydání encyklopedie The Encyclopedia of Jewish Culture in the Era of Modernization and Secularization, jejímž hlavním editorem byl profesor Jirmijahu Jovel a sám Caban zastával funkci generálního ředitele projektu. Encyklopedie byla nakonec vydána v hebrejštině roku 2007.
Během své kariéry se mimořádně zasazoval v boji proti náboženskému útlaku, za pluralistický přístup a za umožnění rovnocenného postavení reformním a konzervativním hnutím. V důsledku své práce byl pozván na Kongres reformního hnutí (Atlanta, 1995) a na Konferenci amerických rabínů konzervativního hnutí (1996). V roce 1997 získal čestný doktorát na Hebrew Union College.
Je ženatý a s manželkou Šulamit má dvě děti (Semadar a Dror).